# Luperosaurus yasumai
Espèce
Luperosaurus yasumai est une espèce de geckos de la famille des Gekkonidae.

## Répartition
Cette espèce est endémique de Kalimantan en Indonésie.

## Étymologie
Cette espèce est nommée en l'honneur de Shigeki Yasuma (1944-).

## Publication originale
- Ota, Sengoku & Hikida, 1996 : Two new species of Luperosaurus (Reptilia: Gekkonidae) from Borneo. Copeia, vol. 1996, n. 2, p. 433-439.